# 프랜시스 드레이크 (배우)
프랜시스 드레이크(Frances Drake, 1912년 10월 22일 ~ 2000년 1월 18일)는 미국의 배우이다. 1953년 영화 《레미제라블》의 에포닌 역으로 유명하다.

## 출연 작품
- 데어 올웨이스 어 우먼 (1938)
- 유 캔트 해브 에브리씽 (1937)
- 인비저블 레이 (1936)
- 매드 러브 (1935)